# Mittelberg (Marktrodach)
Mittelberg ist ein Gemeindeteil des Marktes Marktrodach im Landkreis Kronach (Oberfranken, Bayern).

## Geographie
Der Weiler liegt südöstlich der Radspitze (678 m ü. NHN) in einer kleinen Rodungsinsel direkt an der Fränkischen Linie. Ein Wirtschaftsweg führt nach Seibelsdorf zur Bundesstraße 303 (1,5 km südwestlich) bzw. nach Oberehesberg (2,4 km südöstlich).

## Geschichte
Im 13. Jahrhundert wurde von den Grafen Orlamünde eine Burg gegründet. Um 1340 wurde diese von den Burggrafen von Nürnberg erworben und zu einem Amtssitz gemacht. 1553 wurde der Amtssitz nach Seibelsdorf verlegt.
Gegen Ende des 18. Jahrhunderts bestand Mittelberg aus 8 Anwesen. Das Hochgericht übte das bayreuthische Vogteiamt Seibelsdorf aus. Grundherren waren das Kastenamt Kulmbach (7 Söldengüter) und das Rittergut Seibelsdorf (1 Söldengut).
Von 1797 bis 1808 unterstand der Ort dem Justiz- und Kammeramt Kulmbach. Mit dem Gemeindeedikt wurde Mittelberg dem 1808 gebildeten Steuerdistrikt Seibelsdorf und der im gleichen Jahr gebildeten Ruralgemeinde Seibelsdorf zugewiesen. Am 1. Mai 1978 wurde Mittelberg im Rahmen der Gebietsreform in die Gemeinde Marktrodach eingegliedert.

### Ehemaliges Kunstdenkmal
- Haus Nr. 1: Wohnhaus von 1952; am Eingangspodest eingemauert älterer Scheitelstein, bezeichnet „JP 1816“ (=Johann Pensel).[7]

### Einwohnerentwicklung
| Jahr      | 001818 | 001819 | 001861 | 001871 | 001885 | 001900 | 001925 | 001950 | 001961 | 001970 | 001987 |
| Einwohner |        | 30     | 41     | 38     | 48     | 29     | 32     | 23     | 16     | 14     | 16     |
| Häuser    | 9      |        |        |        | 6      | 5      | 5      | 5      | 5      |        | 4      |
| Quelle    | [ 6 ]  | [ 9 ]  | [ 10 ] | [ 11 ] | [ 12 ] | [ 13 ] | [ 14 ] | [ 15 ] | [ 16 ] | [ 17 ] | [ 1 ]  |

## Religion
Mittelberg ist seit der Reformation evangelisch-lutherisch geprägt und nach Seibelsdorf gepfarrt.